# Marcelo Torrico
Marcelo Ernesto Torrico Terán (Cochabamba, 11 de janeiro de 1972) é um ex-futebolista boliviano que atuava como goleiro.

## Carreira
Em clubes, Torrico teve uma curta carreira: defendeu o The Strongest durante a maior parte dela (entre 1992 e 1997, foram 66 partidas), atuando também pelo Jorge Wilstermann, time de sua cidade natal. Com a camisa dos Aviadores, atuou em 23 partidas antes de sua prematura aposentadoria, em 1999 aos 27 anos.

## Seleção
Participou da Copa de 1994 como terceiro goleiro, mas não entrou em nenhum jogo. Também esteve presente nas Copas América de 1993 e 1995, sempre como reserva de Carlos Trucco.